# 이미연 (배우)
이미연(李美姸)(1971년 9월 23일 ~ )은 대한민국의 배우이다.

## 학력
- 1984년 서울반포초등학교 (실제로는 국민학교) (졸업)
- 1987년 세화여자중학교 (졸업)
- 1990년 세화여자고등학교 (졸업)
- 1994년 동국대학교 연극영화학과 (졸업)

## 생애
이미연은 1971년 9월 23일 서울에서 1남 3녀 중 막내로 태어나 반포초등학교, 세화여자중학교, 세화여자고등학교, 동국대학교 연극영화과를 졸업하였는데 한때 중앙대학교 진학설이 있었다. 그녀의 대학 동기로는 배우 고현정, 김정난 등이 있다.
그녀는 1988년 드라마 《사랑의 기쁨》으로 본격적인 연기 활동을 시작하며 연기자로 데뷔하였고 이후 가족드라마 《사랑이 꽃피는 나무 2기》에서 청순하고 소박한 여학생의 이미지를 연기해 대중들에게 신선한 이미지로 어필하면서 이름이 알려지기 시작했으며, 영화 1989년 《행복은 성적순이 아니잖아요》, 1990년 《그래 가끔 하늘을 보자》의 히트작에 연이어 출연하며 1980년대 하이틴 스타로 인기를 끌었다. 1991년 드라마 《하늬바람》으로 첫 성인 연기를 선보였다.
1995년에는 배우 김승우와 결혼했지만, 얼마 못 가서 2000년 5년간의 결혼 생활을 정리하고 이혼했다.
이미연은 1990년대 중후반에는 영화 《넘버 3》, 《모텔 선인장》, 《여고괴담》, 《내 마음의 풍금》 등의 영화에만 주로 출연하다 1999년 단만극 《TV영화 러브스토리》로 3년여만에 드라마에 컴백했고, 이후 2001년 인기리에 방영되었던 드라마 《명성황후》에서 젊은 명성황후 역으로 카리스마 넘치는 연기를 보여주어 많은 시청자들에게 강한 인상을 남겼으며, "내가 조선의 국모다"라는 유행어를 탄생시키기도 했다. 또한 당시 소속사였던 김광수 대표의 프로젝트로 《이미연의 연가》라는 컴필레이션 음반을 발매해 166만장이라는 엄청난 판매량을 기록했다.
2000년에는 영화 《물고기자리》로 청룡영화상 여우주연상을 수상했고, 2002년 영화 《중독》으로 대종상 영화제 여우주연상을 수상했다. 2007년 드라마 《사랑에 미치다》로 5년여만에 안방극장에 컴백했지만 흥행에 참패했고, 2010년 드라마 《거상 김만덕》 역시 좋은 반응을 얻지 못했다. 그 후 2015년 드라마 《응답하라 1988》에서도 인터뷰식으로 최근 모습의 성덕선을 연기함과 동시에 호평이 많았다.

## 출연 작품/활동

### 영화
| 연도   | 제목                       | 역할      | 참고      |
| ------ | -------------------------- | --------- | --------- |
| 2016년 | 좋아해줘                   | 조경아 역 |           |
| 2015년 | 여자, 남자 - 그게 아니고   |           | 단편 영화 |
| 2012년 | 회사원                     | 유미연 역 |           |
| 2007년 | 어깨너머의 연인            | 서정완 역 |           |
| 2005년 | 태풍                       | 최명주 역 |           |
| 2002년 | 중독                       | 은수 역   |           |
| 2001년 | 흑수선                     | 손지혜 역 |           |
| 2001년 | 인디안 썸머                | 이신영 역 |           |
| 2000년 | 물고기자리                 | 애련 역   |           |
| 2000년 | 주노명 베이커리            | 이해숙 역 |           |
| 1999년 | 내 마음의 풍금             | 은희 역   |           |
| 1998년 | 여고괴담                   | 허은영 역 |           |
| 1997년 | 모텔 선인장                | 민희수 역 |           |
| 1997년 | 넘버 3                     | 현지 역   |           |
| 1995년 | 무소의 뿔처럼 혼자서 가라  | 영선 역   |           |
| 1993년 | 살어리랏다                 | 숙영 역   |           |
| 1992년 | 눈꽃                       | 유다미 역 |           |
| 1992년 | 가을 여행                  | 소연 역   |           |
| 1991년 | 비 개인 오후를 좋아하세요? | 은채 역   |           |
| 1990년 | 그래 가끔 하늘을 보자      | 혜주 역   |           |
| 1989년 | 행복은 성적순이 아니잖아요 | 은주 역   |           |

### 드라마
| 연도   | 방송사 | 제목                            | 역할                         | 참고              |
| ------ | ------ | ------------------------------- | ---------------------------- | ----------------- |
| 2015년 | tvN    | 응답하라 1988                   | (특별 출연) 중녀 성덕선 역   | 금토 드라마       |
| 2010년 | KBS1   | 거상 김만덕                     | 김만덕 역                    | 주말 특별기획     |
| 2007년 | SBS    | 사랑에 미치다                   | 서진영 역                    | 주말 특별기획     |
| 2002년 | KBS2   | 명성황후                        | (중도 하차) 중녀 명성황후 역 | 수목 특별기획     |
| 2001년 | KBS2   | 명성황후                        | (중도 하차) 중녀 명성황후 역 | 수목 특별기획     |
| 1999년 | SBS    | TV영화 러브스토리 - 오픈 엔디드 | 지연 역                      | 수목 드라마스페셜 |
| 1996년 | MBC    | 이혼하지 않는 이유              | 서희재 역                    | 수목 드라마       |
| 1994년 | SBS    | 우리가 여자에게 원하는 것은     |                              | 단막극            |
| 1994년 | SBS    | 세 남자 세 여자                 | 오순정 역                    | 월화 드라마       |
| 1994년 | MBC    | 새야 새야 파랑새야              | 연화 역                      | 월화 특별기획     |
| 1993년 | MBC    | 사랑의 방식                     | 유미리 역                    | 월화 미니시리즈   |
| 1992년 | MBC    | 창밖에는 태양이 빛났다          | 최유미 역                    | 수목드라마        |
| 1992년 | KBS2   | 숲속의 바람                     | 지윤희 역                    | 주말연속극        |
| 1991년 | KBS1   | 벽                              |                              | 문예극장          |
| 1991년 | KBS2   | 하늬바람                        |                              | 아침 드라마       |
| 1990년 | KBS2   | 빙점                            |                              | 수목 드라마       |
| 1990년 | KBS1   | 사랑이 꽃피는 나무              |                              |                   |
| 1989년 | KBS1   | 사랑의 기쁨                     |                              |                   |
| 1988년 | KBS1   | 사랑의 기쁨                     |                              |                   |

### 연극
- 1991년 《파우스트》 - 그레첸 역

## 기타

### 텔레비전 프로그램
- 1990년 MBC 《강변가요제》 - 이수만과 공동 진행
- 1991년 MBC 《우정의 무대》
- 1992년~1993년 MBC 《토요일 토요일은 즐거워》 - 권인하와 공동 진행
- 1992년 MBC 《즐거운 세상》
- 1992년 KBS2 《지구촌 영상음악 - 스타초대석》
- 1994년 SBS 《투맨쇼, 두남자와 만납시다》
- 1998년 KBS2 《독점여성》
- 1995년 SBS 《깊은 밤 전영호쇼》
- 1996년 HBS 현대방송 《히트예감 광고시대》
- 1996년 GTV 《허수경과 두사람》
- 1997년 SBS 《이홍렬쇼 - 쿠킹토크 참참참》
- 1997년 SBS 《이홍렬쇼 - 초대손님》
- 1998년 SBS 《이승연의 세이세이세이 - 밀착토크 클로즈업》
- 1999년 SBS 《김혜수의 플러스유 - 리얼토크》
- 2001년 KBS2 《이소라의 프로포즈》
- 2007년 MBC 《황금어장 - 무릎팍도사》 - 35회
- 2009년 KBS2 《박중훈쇼 대한민국 일요일 밤》 - 마지막회 게스트
- 2013년 tvN 《꽃보다 누나》

### 뮤직 비디오
- 다비치 - 미워도 사랑하니까(2007)
- 조수미 - 나 가거든(2001)
- 조성모 - 다음 사람에게는(2000)

### 음반 표지
- 《이미연의 연가》(2001) ※컴필레이션 음반 표지 모델
- 《90 사랑 이야기》(1990) ※토크송 음반 표지 모델

### 광고
| 기업명         | 브랜드명(종류)                               | 기업명                  | 브랜드명(종류)             |
| -------------- | -------------------------------------------- | ----------------------- | -------------------------- |
| 아모레 퍼시픽  | 한율                                         | 엔프라니                | 레티노에이트               |
| 현대홈쇼핑     | 기업PR                                       | 아모레 퍼시픽           | 려                         |
| 두산건설       | 위브                                         | 동서식품                | 맥심 모카골드              |
| 산사춘         | 기업PR                                       | 국민관광                | 기업PR                     |
| 한국화장품     | A3F[on]                                      | 대유위니아              | 위니아 딤채                |
| LG생활건강     | 레뗌                                         | 대유위니아              | 위니아 에어컨              |
| 오리온         | 오뜨                                         | 인터넷 쇼핑 삼성몰      | 기업PR                     |
| 피죤           | 기업PR, 무균무때, 피죤링클프리, 표색제파라클 | KB손해보험              | 기업PR                     |
| LG유플러스     | 019 PCS                                      | 에바스화장품            | 기업PR                     |
| 클럽모나코     | 지면 광고                                    | 롯데제과                | 가나초콜릿 (前 가나쵸코렡) |
| 일화           | 맥콜                                         | LG생활건강              | 알로에 비누                |
| 롯데제과       | 롯데껌                                       | 한신공영                | 지면 광고                  |
| 인디에프       | 꼼빠니아                                     | 한신공영                | 지면 광고                  |
| 유니레버코리아 | 럭스수퍼리치                                 | SK네트웍스 스피드메이트 | 기업PR                     |
| 에바스화장품   | 밀크샴바드                                   | 일화                    | 맥콜                       |
| 롯데제과       | 노타임껌                                     | 롯데제과                | 부루진캔디                 |
| 오리리리화장품 | 피니쉬업카바마크                             | LG화재                  |                            |
| KB손해보험     | 매직카                                       | BYC                     | 아미에                     |
| BYC            | 기업PR                                       | 에바스화장품            | 에바스 타임                |

## 경력
- 제5회 아시아나국제단편영화제 심사위원(2007)

## 수상
- 2008년 제16회 이천춘사대상영화제 여우주연상 《어깨너머의 연인》
- 2007년 제3회 앙드레김 베스트 스타 어워드 여자 스타상
- 2006년 제20회 황금촬영상 심사위원 특별상 《태풍》
- 2004년 제41회 대종상 베스트드레서상
- 2003년 제1회 앙드레김 베스트 스타 어워드 여자 스타상
- 2003년 2003 한국광고주대회 광고주의 밤 시상식 광고주가 뽑은 좋은 모델상
- 2003년 제40회 대종상 여우주연상 《중독》
- 2002년 제39회 저축의 날 대통령표창
- 2001년 KBS 연기대상 여자 최우수연기상 《명성황후》
- 2001년 제22회 청룡영화상 인기스타상
- 2000년 씨네21 영화상 올해의 여자배우 《물고기 자리》, 《주노명 베이커리》
- 2000년 제3회 디렉터스 컷 시상식 올해의 연기자상 《물고기 자리》
- 2000년 제21회 청룡영화상 여우주연상 《물고기 자리》
- 1999년 제36회 대종상 여우조연상 《여고괴담》
- 1999년 제20회 청룡영화상 여우조연상 《여고괴담》
- 1993년 제31회 대종상 여우조연상 《눈꽃》
- 1990년 제10회 한국영화평론가협회상 신인여우상
- 1990년 제26회 백상예술대상 영화부문 여자 신인연기상
- 1989년 KBS 연기대상 여자 신인연기상
- 1987년 미스롯데 선발대회 1위

## 참조
1. ↑  아버지는 2024년 11월 20일 별세하였다.
2. ↑  남달성 (1989년 8월 8일). “"현실과 영화내용닮아 실감나는 연기했지요"”. 동아일보. 2024년 9월 17일에 확인함.
3. ↑  “김승우-이미연 이혼 속사정은…”. 한국일보. 2007년 10월 11일. 2013년 10월 5일에 원본 문서에서 보존된 문서. 2013년 10월 3일에 확인함.
4. ↑  “PR비 파문 등 여파 가요계 ‘불황의 늪’…2002 한국 음반시장 결산”. 국민일보. 2002년 12월 24일.